# Мокіївка (Лубенський район)
Мокі́ївка — село в Україні, у Чорнухинській селищній громаді Лубенського району Полтавської області. Населення становить 503 осіб. До 2018 орган місцевого самоврядування — Мокіївська сільська рада.

## Географія

### Розташування
Село Мокиївка знаходиться в лісостеповій зоні біля річки Вергунки, що впадає в річку Удай, за 2 км від правого берега річки Многа.
Поруч проходить траса Р60 Київ — Суми (за 1 км до населеного пункту). До Полтави — 220 км, до Києва — 170 км, до автобусної станції Пирятин — 25 км. Із Мокиївкою межують села Бубни, Луговики, Піски-Удайські, Курінька, Прихідьки.

### Природа
Ґрунти чорноземні, є глинясті, сіроземні. На схід від села знаходиться ліс, у якому переважає дуб, поширені також граб, липа, клен, береза, вільха, тополя, осика, верба та ін. Зустрічаються чагарники: ліщина, глід, терен, шипшина. У лісі ростуть гриби: білий гриб, підосичник, підберезник, груздь, опеньки. З тварин, що водяться в лісі і на полях, прилеглих до населеного пункту, є дикі свині, рідко вовки, зайці, лисиці, білки, борсуки, ховрахи, кроти. Тут же гніздяться граки, сороки, ворони, горобці, синиці, дятли, перепели, жайворонки, щиглі, чижі, сови, чорногузи, соловейки, сойки, грицики, одуди, яструби. З трав, що ростуть на лугах переважають тонконіг, тимофіївка, конюшина червона, жовтець їдкий, подорожник, кульбаба, петрові батоги.

### Клімат
Клімат помірно — континентальний. Вітри бувають змінних напрямків, суховії найчастіше з південного сходу. Річна пересічна температура +7ْ — +8ْ. Кількість опадів −430 — 490 мм.

### Місцевості села
Село поділяється яром та дорогами на 6 частин — кутки: Чошин, Карпенський, Мостовинський, Горбанівка, Хутірський, Зубранівка.

## Історія

### Історія XVII—XVIII ст
У давні часи територія Мокиївки входила до складу Переяславської землі. Придатні до землеробства та випасу худоби рівнини, зручні для поселення місця, захищені ріками та лісами — все це з давніх — давен приваблювало людей.
У дрімучих лісах, крім існуючих тепер диких тварин, водились такі, які давно вимерли або збереглися в інших місцях нашої країни, а саме: тури, ведмеді, олені, дикі кози. Основним заняттям було землеробство, допоміжним — рибальство, мисливство.
Близькість Степу, звідки переселялись нові й нові хвилі кочових народів, робило цей край небезпечним. Як давно Переяславську землю зайняло осіле населення сказати важко, але те, що люди проживають на цій території здавна підтверджують археологічні дані. Крім предметів кам'яної доби було знайдено предмети бронзової і залізної доби: стріли, піки, сокири, мечі, кинджали, ножі.
Мокиївка виникла в XVII ст. За переказами біля струмка Вергунка поселився козак Мокий, який прибув з містечка Курінька (тепер село). Назва села похідна від прізвища козака Мокия. Прізвищ перших поселенців села не збереглося. У минулому мокиївчани були в більшості козаками, пізніше — кріпаками, а частина — державними селянами.

### Мокиївка у 1782—1917 рр
За часів кріпосного права село належало поміщику Самойловичу Логвину. У володіннях цього пана було 850 га землі і до 40 селян — кріпаків, які виконували тяжкі повинності панщини. Поміщик судив своїх кріпаків за найменшу провину, жорстоко карав їх: за його наказом ув'язнених зачиняли у холодному підвалі без їжі, заковували у кайдани, підвішували за руки, палили волосся, били різками, травили собаками.
Напередодні Жовтневого переворту було два поміщика: Самойлович Микола Логвинович та Самойлович Логвин Логвинович, — яким належало близько 600 десятин землі. Бідняцьких і середняцьких господарств нараховувалось понад 240. В їх користуванні було до 400 десятин землі, а 25 селян — бідняків зовсім не мали землі. Безземельні і малоземельні селяни брали в оренду землю в поміщиків за половину врожаю або йшли в найми до них чи куркулів. Умови праці і життя наймитів були жахливими. Робочий день тривав від сходу до заходу сонця, а заробітна плата була мізерна. Під час збирання врожаю селяни — бідняки жали в поміщиків за сьомий сніп. Така низька заробітна платня визначалася тому, що бажаючих одержати роботу було більше, ніж потрібно було робочих рук багатіям.
У дореволюційний час промислових робітників і страйкового руху сільськогосподарських працівників у селі не було. Під час революції 1905 — 1907 рр. селяни припинили платити орендну плату за землю поміщикам Самойловичам і самовільно рубали дерево в лісах Самойловича і Савицького. Частина селянської бідноти займалася ремісничими промислами і бондарством, ткали полотно, робили сани, дехто ходив на заробітки. Провідною галуззю у господарстві села було землеробство і частково технічна культура — махорка. В обробітку землі панувала 4-х пільна сівозміна (четверте поле щороку було під толокою). Землю селяни обробляли примітивними знаряддями праці (рало і борона дерев'яні, серп, коса, ціп), сіяли вручну.
У 1896 р. в селі була відкрита церковно — приходська школа. Навчання в ній було платне. Крім плати за навчання батьки учнів повинні були вносити паливо для опалення школи. Темність і відсталість селян бачимо і з кількості грамотних людей, кількості літератури. (До Жовтневої революції в Мокиївці була одна церковно — приходська школа, у якій було 4 класи, працював учитель і піп, навчалося 40 дітей).
Грамотних у 1890 — 1900 рр. — 3 особи (піп, дяк, поміщик), людей з середньою і вищою освітою в селі не було зовсім. Приходили 2- 3 газети. Художні і наукові книги були дуже рідкісним експонатом.
У 1895 р. в Мокиївці проживало 912 осіб, у 1913 р.- 1113 осіб, з них 517 чоловіків і 596 жінок. Бідняків було 601 чол., середняків — 420 чол., куркулів — 76 чол., службовців — 16 чол.
Малоземелля, тяжкі податі, робота в поміщика і куркуля, злидні і голод — таким було життя селянина села Мокиївка.

### 1917—1941 рр
Перша радянська окупація розпочалась взимку 1918 року. Навесні 1918 року село було зайняте німецькими військами. Остаточно радянська окупація розпочалась у 1919 році. Цього ж року було розподілено поміщицькі та церковні землі.
У 1925 році організовано колективне господарство — артіль. Воно мало 30 га землі, одну пару коней і дрібний сільськогосподарський реманент. Артіль проіснувала всього рік. Після її розпаду селяни вели своє господарство одноосібно. Більшість селянських господарств були середняцькими.
У 1929 році відбувся процес примусової колективізації та так зване "розкуркулення". Постраждали від радянщини - Бойко Кость Мефодійович, Омельяненко Василь Трохимович, Бойко Петро Степанович. Кожний з них мав від 20 до 30 десятин землі. Всі їхні землі, тягла, реманент перейшли до колгоспу.
У 1929 р. частина селян вирішила організувати ТСОЗ. На загальних зборах ухвалили назвати його іменем Тараса Григоровича Шевченка.
У 1930 р. більшість селян об'єдналася в колгосп, який з'єднався з ТСОЗом. Колективному господарству дали ім'я Володимира Ілліча Леніна. Першим його головою став Тихенко Степан Купріянович, членами правління були Бойко К. П. і Бойко П. П. В організації колгоспу активну участь взяли Омельяненко Я. О., Яценко Г. І., Довженко Г. І.
Перед Німецько-радянською війною колгосп став розвинутим багатогалузевим господарство. На полях працювало 2-3 трактори і 1-2 комбайни МТС, було 2 автомашини та інша сільськогосподарська техніка. На колгоспних фермах було 50 корів, близько 200 свиней.
Для культурного побуту населення створено клуб, бібліотеку, 2 магазини, пошту, медпункт, ветпункт. Діти навчалися в середній школі.

### Мокиївка в роки німецько-радянської війни
З перших днів Німецько-радянської війни в рядах захисників Вітчизни, у діючих арміях на різних фронтах були мокиївчани. З повітря громив ворога пілот Середа Олексій Родіонович. Могутніми радянськими танками пробивали ворожий фронт танкісти: Ухань Іван Васильович, Стефанов Григорій Тихонович, Тихенко Микола Кузьмович, Довженко Олексій Петрович. У жорстоких боях з ненависним ворогом захищали Батьківщину Стефанов Петро Володимирович, Омельяненко Іван Михайлович, Артюр Павло Павлович та ін.
17 вересня 1941 р. Мокіївка була захоплена німецько-нацистськими загарбниками. На фронтах Німецько-радянської війни з села брало участь 265 чол., з них загинуло 108 чол.
Із своїх заощаджень населення села внесло на будівництво танків і літаків до 15 тис. карбованців. Нацистськими окупантами було заарештовано 14 комуністів — активістів, зокрема Чоху А. А., Кравченка І. П., Литвиненка М., Чоху Ф., Гавриленка Ф., Довженка П., Яценка С. Після жорстоких катувань їх було розстріляно. На роботу в Німеччину було забрано 48 юнаків і дівчат, троє з них не повернулися. Німецькі загарбники за час тимчасової окупації пограбували в колгоспі худобу, колгоспні приміщення були зруйновані. Молоді патріоти Бойко Михайло Іванович, Крюк Василь Йосипович, Довженко Олексій Петрович дізнавалися, коли окупанти братимуть у населення корів, свиней та продукти, повідомляли про це людей і агітували не піддаватися ворогові.
Літом 1942 р., коли гітлерівці і поліцаї найбільш полювали за людьми, щоб відвезти їх в Німеччину, ці люди організовували схованки і втечі. Слухаючи радянські радіопередачі по радіо, що було в Середи Родіона Федоровича, вони потім розповідали населенню, що посилювало впевненість людей в розгромі ворога. А весною 1942 р. радянські літаки скинули на територію села листівки, у яких говорилось про розгром німецьких військ під Москвою. Патріоти збирали листівки і роздавали їх населенню, хоч окупанти видали наказ про те, що в кого буде виявлено радянську листівку, той буде розстріляний. Багато солдатів і офіцерів Радянської Армії, що знаходились на окупованій території знаходили у населення тимчасовий притулок. Влітку 1943 р. нацистські війська, зазнаючи нищівних ударів від Радянської Армії, відступали з села, грабуючи і знищуючи все навколо. Війська Радянської Армії визволили Мокиївку 17 вересня 1943 р. Після визволення в колгоспі збережено 45 коней, 3 свиноматки, корів не залишилось. Колгоспне господарство було розбудовувати дуже важко. Продовжувалась війна, і основною робочою силою в колгоспі були жінки і підлітки. Не вистачало машин і робочої худоби. Уже в 1944 р. колгосп досяг довоєнного рівня посіву зернових культур і виростив добрий урожай.
Всю велику вагу колгоспних робіт несли на своїх плечах жінки. Стефанова Марія Володимирівна керувала колгоспною бригадою, за кермом трактора працювала Христенко Олена, жінки були і косарями.
На най відповідальніші ділянках роботи можна було бачити поруч з дорослими і юнаків, і дівчат . Ланковою по вирощуванню махорки і других просапних культур працювала Зайченко Ольга Іванівна. Трактористами на колгоспному полі працювали молоді хлопці — Бойко Іван Лукович і Іваненко Йосип Мефодійович . На найрізноманітніших роботах працювали комсомольці, показуючи приклад у роботі для інших (Горбань Віра, Олексенко Віра і Катерина, Чоха Олена, Чоха Віра і багато інших) . Закінчилася Німецько-радянська війна.

### Період 1945—1991 рр
Восени 1945 р. з фронту почали повертатися мокиївчани. Відбудова колгоспного господарства пришвидшилася. Але по — справжньому колгоспне господарство почало рости після вересневого ЦК КПРС 1953 р.
1956 р. колгосп побудував електростанцію потужністю 28 кВт, внаслідок чого електрифіковано ферми, школу, установи і будинки села, а вже в 1958 р. населений пункт радіофіковано. У цей час працювали механічна мельниця, 2 вітряки, кузня.
У 1960 −1963 рр. побудовано 2 корівники на 200 корів, в 1961 р. свинарник на 80 свиноматок та інші господарські будівлі, споруджено водонапірну вежу.
Станом на 1 січня 1963 р. колгоспу належало 1426 га землі: лісів — 114 га, орної землі — 1129 га, сіножаті — 138 га, непридатної землі — 45 га.
У господарстві вирощували такі зернові: озимі пшеницю і жито, ячмінь, овес, кукурудзу, просо, гречку, горох,- технічні: цукровий буряк, махорку, соняшник, — овочеві та баштанні: помідори, капусту, огірки, цибулю, кабачки, кавуни, гарбузи, столову моркву, — кормові: цукровий буряк на корм, кукурудзу на силос, кормову моркву, кормові буряки. Колгоспна пасіка нараховує 21 бджолосім'ю. Було 6 тракторів, 3 комбайни та інше сільськогосподарське спорядження. Загальний прибуток колгоспу становив 145137 крб.
1963 р. відбулось розширення колгоспу ім. Леніна шляхом його об'єднання з колгоспом « Нова зірка» села Піски — Удайські. З того часу господарство отримало назву «Ленінська зірка», а його головою став Кайдас Микола Антонович.
Станом на 1 січня 1964 р. — 278 дворів, кількість населення становила 725 осіб, з них 275 чоловіків і 450 жінок. Працездатного населення 330 осіб. У сільському господарстві працювали 255 осіб, у промисловості — 4, на транспорті — 9 осіб, у торгівлі — 9. У галузях науки, культури, освіти — 32 особи, в адміністративному апараті — 2.
У той час у селі працювала 11 — річна загальноосвітня трудова політехнічна школа з виробничим навчанням. Тут навчались 192 учні, викладало 25 учителів (10 вчителів з вищою освітою, 15 вчителів з незакінченою вищою та середньою освітою). На 1964 р. рівень письменності населення був таким: кількість населення з вищою освітою — 11 осіб (10 учителів, 1 агроном), з середньою освітою — 57, з незакінченою середньою освітою — 187. у вищих і середніх навчальних закладах навчалося 14 осіб. У той час діяла сільська дільнична лікарня на 10 ліжок з пологовим відділенням, у якій працювало 8 медпрацівників з середньою освітою, 6 санітарок і 3 особи обслуговчого персоналу: куховарка, конюх, завгосп. До революції в селі жив фельдшер, який приймав хворих у себе вдома. Був ветеринарний пункт, у якому працювало 4 особи. У сільському клубі показували кінокартини 3 рази на тиждень. Там працювали гуртки художньої самодіяльності: співочий, драматичний. У селі працювали 2 бібліотеки: одна при школі, друга при клубі. Тоді у сільській бібліотеці налічувалося 5022, а в шкільній — 2546 книг. Читачів у сільській бібліотеці — 439, а в шкільній — 183.(До революції бібліотек у селі не було). Правлінням колгоспу та парторганізацією видавалася газета «Ленінець», випускалася радіогазета. Також працювало поштове відділення, де працювало 4 особи. Передплатників газет і журналів — 511 осіб, а саме: 351 особа передплатила газети, а 160 — журнали.
У 1972 р. колгосп укрупнюється і переіменовується в колгосп ім. Леніна. У нього входили вже чотири села, у кожному з яких розміщувалися виробничі бригади. Побудовано потужний свиновідгодівельний комплекс. Поступово покращувалася соціальна інфраструктура села: будуються будинки, відкривають двері дитячі садки, будинок побуту (перукарня, швейна майстерня). У 1981 р. побудовано велику двоповерхову школу з спортзалом.
На 80- 90 -ті рр.. припадає найбільший розквіт колгоспу, який має мільйонні прибутки. Зростає виробнича база колгоспу, а колгоспники живуть заможніше.

## Сучасність
Починаючи з 90-х рр. він занепадає. У 2003 р. колгосп перестав існувати. Земля і майно були розпайовані між членами колгоспу.

## Об'єкти соціальної сфери
- Школа.